# Andracas
Andracas (en euskera y oficialmente: Andraka) es una entidad de población española del municipio de Lemóniz, perteneciente a la provincia de Vizcaya, en la comunidad autónoma del País Vasco.

## Historia
Hacia finales del siglo XIX, el lugar, ya por entonces perteneciente a Lemóniz, tenía contabilizada una población de alrededor de medio centenar de habitantes. Aparece descrito en el primer volumen del Diccionario geográfico, estadístico, histórico, biográfico, postal, municipal, marítimo y eclesiástico de España y sus posesiones de ultramar de Pablo Riera y Sans con las siguientes palabras:

ANDRÁCAS.—B. agreg. al ayunt. de Lemoniz, teniendo situada su casa consistorial en la A. I. de Urízar de Lemoniz, distante 1 k. Cuenta sobre unos 50 hab. y 13 edif.—Org. civ. Corresponde á la prov. de Vizcaya, de donde dista 19 k., y pertenece al 3.er dist. de su part. jud. para la eleccion de diputados provinciales y al dist. de Guernica para la de Córtes.—Org. mil. C. G. de las Provincias Vascongadas y G. M. de Bilbao.—Org. ecle. Pertenece á la dióc. de su ayunt.—Org. jud. Part. jud. de Guernica, distante 27 k., y aud. territ. de Búrgos, que dista 182.—Org. ecle. Depende, con su ayunt., de la admon. econ. de su prov.—S. púb. Despacha su corr. por pt. de Bilbao á Plencia y Lemoniz.—Ob. púb. y med. de com. Se aprovecha de los caminos y med. de com. que posee la municipalidad á que está agreg.—Art., of., ind. Su ind. más notable es la agricultura, empleándose varios de los hab. en la cría de ganado, como tambien en la pesca de besugos y merluza.—Fer. y merc. El dia 5 de octubre de cada año acostumbra celebrar una fer., consistiendo sus principales negociaciones en la venta de ganados vacuno y caballar.—Pob. Cuenta con un reducidísimo número de casas, y carece en absoluto de condiciones que hagan necesaria una descripcion circunstanciada. De su sit. geog. y top., así como de sus límites y terreno, se trata al describir el territorio en que está enclavado, que lo es el del ayunt. arriba expresado.
(Riera y Sans, 1881, p. 629)

En 2022, tenía empadronados doscientos habitantes.